# Кубок Австрії з футболу 1918—1919
Кубок Австрії з футболу 1918—1919 — перший розіграш турніру. Переможцем змагань став столичний клуб «Рапід».

## Чвертьфінали
| Команда 1          | Рахунок | Команда 2       |
| ------------------ | ------- | --------------- |
| 16 березня 1919    |         |                 |
| «Зіммерингер»      | 1:3     | «Флорідсдорфер» |
| «Рапід»            | 1:0     | «Вінер АФ»      |
| «Рудольфшюгель»    | 1:0     | «Аматоре»       |
| 6 квітня 1919      |         |                 |
| «Вінер Шпорт-Клуб» | 4:1     | «Вієнна»        |

## Півфінали
| Команда 1          | Рахунок | Команда 2       |
| ------------------ | ------- | --------------- |
| 27 квітня 1919     |         |                 |
| «Рапід»            | 6:2     | «Рудольфшюгель» |
| «Вінер Шпорт-Клуб» | 1:0     | «Флорідсдорфер» |

## Фінал
| 7 липня 1919 |

| «Рапід»                   | 3 — 0  | «Вінер Шпорт-Клуб» |
| ------------------------- | ------ | ------------------ |
| 7', 53' Уріділь 85' Кутан | (Звіт) |                    |

| ВАФ-плац, Відень Глядачів: 12 000 Арбітр: Гуго Майсль |

| Рапід          |                     |
|                |                     |
| ВР             | Карой Немеш         |
| ЗХ             | Вінценц Діттріх     |
| ЗХ             | Франц Шедиві        |
| ПЗ             | Густав Путцендоплер |
| ПЗ             | Йозеф Брандштеттер  |
| ПЗ             | Леопольд Ніч        |
| НП             | Едуард Бауер        |
| НП             | Йозеф Уріділь       |
| НП             | Ріхард Кутан        |
| НП             | Фердінанд Сватош    |
| НП             | Густав Візер        |
| Тренер:        |                     |
| Діонис Шенекер |                     |

| Шпорт-клуб       |                  |
|                  |                  |
| ВР               | Ганс Зіндеррманн |
| ЗХ               | Йозеф Тойфель    |
| ЗХ               | Ріхард Беєр      |
| ПЗ               | Карл Йордан      |
| ПЗ               | Франц Ловак      |
| ПЗ               | Рудольф Ранфтль  |
| НП               | Рудольф Мерц     |
| НП               | Адольф Патек     |
| НП               | Вільгельм Шмігер |
| НП               | Йоганн Кангаузер |
| НП               | Йоганн Штранд    |
| Тренер:          |                  |
| Вільгельм Шмігер |                  |